# Franz Kamphaus
Franz Kamphaus (Lüdinghausen, 2 de fevereiro de 1932 – Aulhausen, 28 de outubro de 2024) foi um padre católico romano alemão, nos anos 1982–2007 bispo diocesano de Limburg.
Foi ordenado sacerdote em 21 de fevereiro de 1959 na diocese de Münster pelo então Ordinário desta diocese, Michael Keller. Em 3 de maio de 1982, o Papa João Paulo II o nomeou Bispo de Limburgo. Ele foi sagrado em 13 de junho de 1982 pelo Cardeal Joseph Höffner, Arcebispo Metropolitano de Colônia. Em 2 de fevereiro de 2007, ele atingiu a idade de aposentadoria do bispo (75) e renunciou no mesmo dia.

## Morte
Kamphaus morreu no dia 28 de outubro de 2024, aos 92 anos.